# Театральное (кафе, Таганрог)
Кафе «Театральное» — историческое кафе в центре Таганрога, которое с 1976 по 1990-е годы находилось в особняке второй четверти XIX века по адресу ул. Петровская, 88. Старая застройка Петровской улицы вместе со зданием бывшего кафе входит в перечень объектов культурного наследия регионального значения.

## Описание
Архитектура особняка стилизована под барокко. Левая и центральная части трёхчастного богато декорированного фасада имеют по три полуциркульных окна, украшенных наличниками с замковым камнем. Фриз фасада гладкий, но между ним и наличниками окон всё поле стены украшено сложным растительным орнаментом. Левая часть фасада по обе стороны от среднего окна обогащена каннелюрованными полуколоннами коринфского ордера, поддерживаемыми кранштейнами. В этом проявляется отсутствие конструктивной логики. Плоскость стены рельефна благодаря пилястрам, подоконное пространство дополнено балюстрами. Карниз с мутулами по периметру венчает массивный по всему фасаду аттик. Средняя часть фасада огорожена лёгкой решёткой, вынесенной вперёд на линию боковых ризалитов.

## История
Особняк был построен во второй четверти XIX века. В 1880 году его приобрёл купец Иван Глобин, в 1898-1906 годах домовладение принадлежало  жене присяжного поверенного Анне Ген, а с 1915 года — жене отставного подъесаула Клавдии Поповой. С установлением советской власти особняк был национализирован. В советское время здесь размещались жильё и магазинчики, а после реставрации 1976 года в доме открылось кафе «Театральное». Бельэтаж занимали основной торговый зал и кухня. В зале на всю стену была написана темперой картина «Свадьба» по мотивам одноимённой пьесы А. П. Чехова. Роспись была выполнена по эскизу художника-декоратора местного театра Николая Ливада. Авторы росписи — Николай Ливада и Леонид Стуканов. Таганрогская архитектура (дом Прокурора, бывшее коммерческое собрание, жилые дома) стала антуражем разыгрывающегося на картине действа. В подвале располагался бар. В 1990-е годы кафе закрылось, и в настоящее время особняк занимает офис местного отделения «Райффайзенбанка».